# Henrietta Treffzová
Henrietta „Jetty“ Treffzová (nepřechýleně Treffz, rozená Chalupetzky, 1. července 1818 Josefstadt – 8. dubna 1878 Hietzing) byla rakouská operní zpěvačka mezzosopranistka českého původu a první manželka Johanna Strausse mladšího. Poté se psala jako Henriette Strauß-Treffz, někdy uváděna též jako Henriette Treffz-Chalupetzky.

## Život

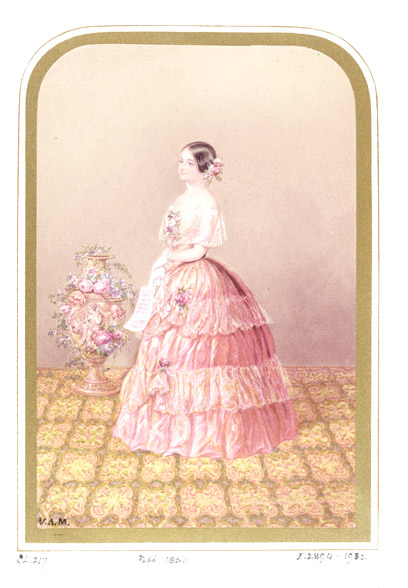
Jetty Treffzová v mládí

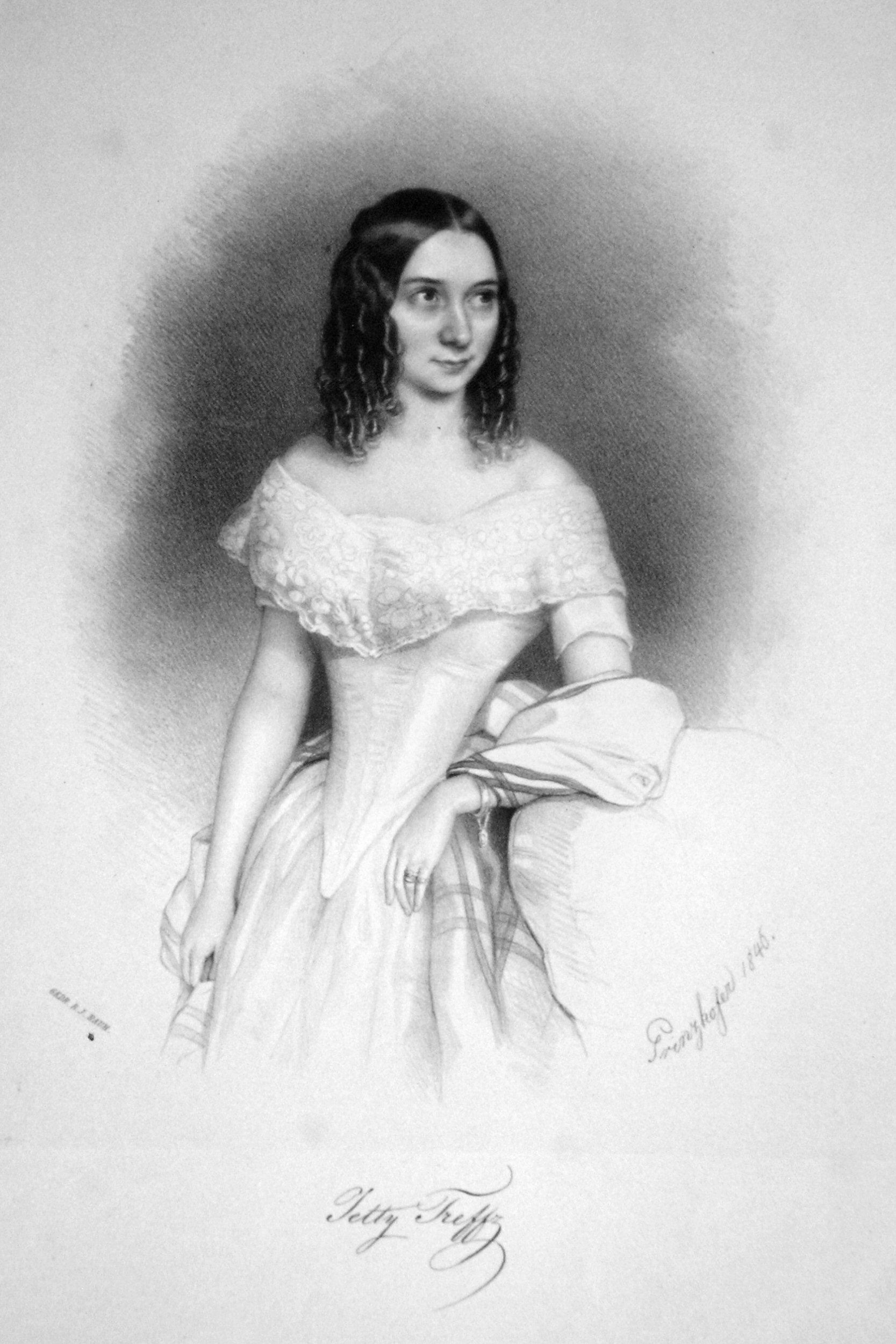
Henriette Treffzová na litografii od Augusta Prinzhofera, 1846.

Henrietta Chalupetzky byla jediným dítětem Josepha Chalupetzkého vídeňského zlatníka českého původu a jeho manželky Henriette Wilhelmine Treffzové (1794–1871). Její babička Margarethe Treffzová, roz. Schwanová byla Schillerovou múzou a předlohou pro literární postavu Laury.
Hudbu studovala ve Vídni a poté, co se její rodiče rozvedli, zvolila si pro svou profesi jméno Treffzová, rodné příjmení své matky.
Soukromě se učila zpěvu u Giovanniho Gentiluoma. V roce 1837 jako 19letá měla debut v divadle u Korutanské brány.
V té době se seznámila se zámožným židovským podnikatelem Moritzem von Todesco. Z jejich dlouholetého vztahu se narodily dvě dcery:
- Franziska (1843–1921) ⚭ Alexandr Erös z Bethlenfalvy (1831–1906) ⚭² Filip z Lichtenštejna (1837–1901),
- Louise Henriette (1850–?) ⚭ Gustav Dreyhausen von Ehrenreich (1839–1884) ⚭² Ivan I. von Wimpffen (1847–1895).

### Manželství s Johannem Straussem
Jako zpěvačka vystupovala v Rakousku, českých zemích, Německu a Francii a poprvé s Johannem Straussem starším také v Anglii na koncertech, které byly dobou kritikou oceněny. Londýnský časopis The Musical World 5. května 1849 se o jejím talentu zmínil takto: „mezzosopránový hlas krásné kvality, pozoruhodný svěžestí a rovnoměrností tónu v celém rejstříku“.
Dne 27. srpna 1862 se Henrietta (Jetty) Treffzová ve vídeňské katedrále svatého Štěpána provdala za Johanna Strausse mladšího. Oznámení o jejich sňatku vyvolalo pozdvižení, neboť jí bylo v době svatby 44 let, byla tedy asi o sedm let starší než Johann.
Své obavy vyjádřil také Johannův bratr Josef Strauss, ale nakonec v dopise ze dne 2. května 1869 adresovaném své ženě Caroline uznal, že je (Jetty) „v domácnosti nepostradatelná. Zapisuje všechny účty, opisuje orchestrální party a stará se o všechno v kuchyni s takovou efektivitou a laskavostí, která je obdivuhodná“.
Ovšem pro Johanna bylo manželství s Jetty v mnoha ohledech přínosné. Podpora jeho ženy a její hudební cit pozitivně ovlivnily jeho tvorbu a její smysl pro obchod zvýšil prodej jeho skladeb. Díla z této doby patří mezi nejlepší a ona s ním v tomto tvůrčím období spolupracovala jako opisovačka not, osobní sekretářka a manažerka.
Také díky jejímu povzbuzení, se Johann ucházel o prestižní místo ředitele c.k. Hofballmusik, které nakonec v roce 1863 získal.

### Závěr života

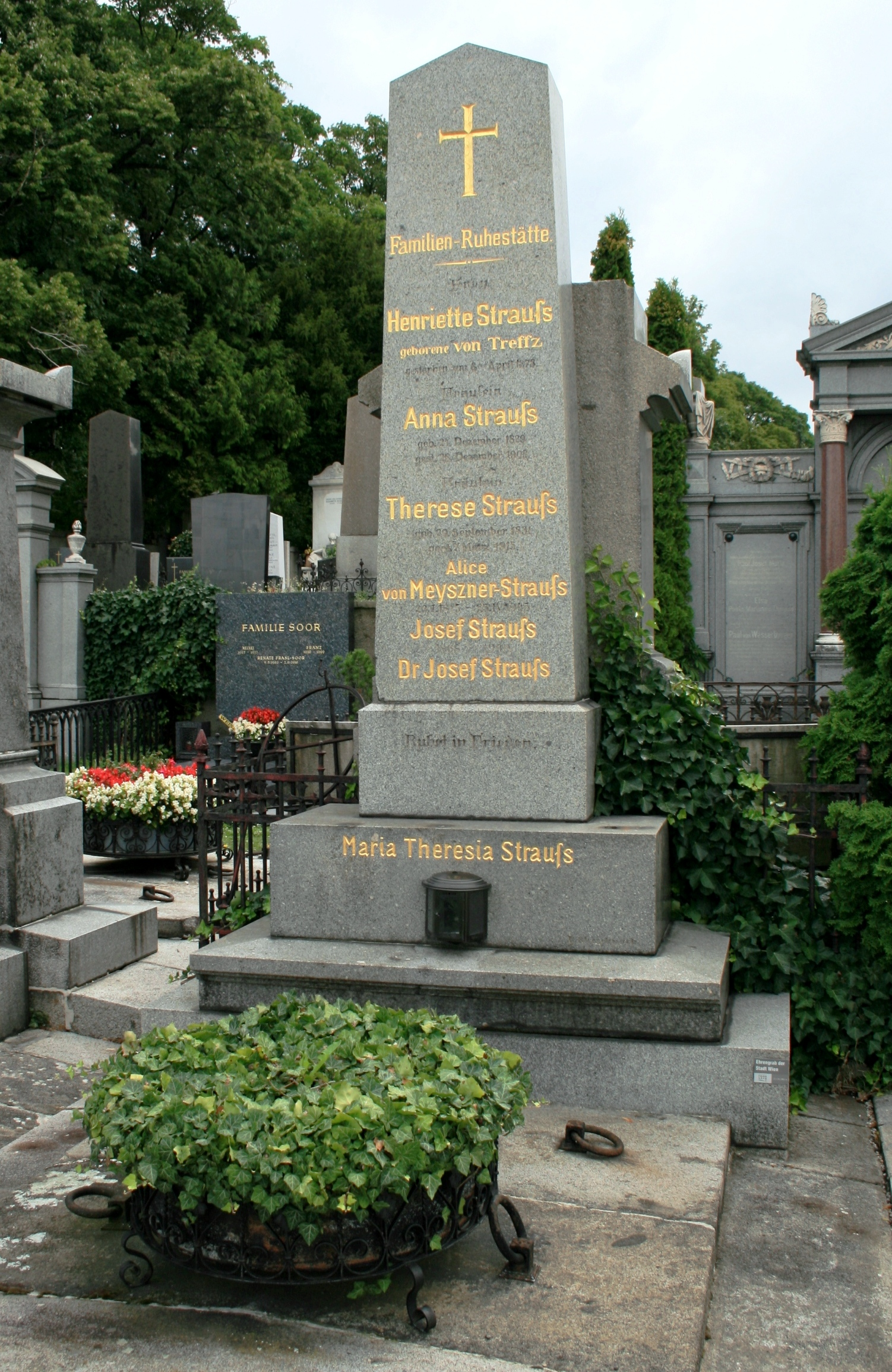
Hrob Anny a Theresie Straussové a Jetty Treffzové (Henriette Straussové) na Hietzinském hřbitově

Jetty Treffzová zažila úspěch svého manžela na poli operety. V posledních letech svého života však často mluvila o svých bolestech a o sobě jako o „chudé, staré mrzačce“.
Dne 8. dubna 1878 utrpěla infarkt a na jeho následky ve věku 59 let v Hietzingu zemřela. Příčinou byl údajně znepokojivý dopis od jednoho z jejích nemanželských synů.
Byla pohřbena na Hietzinském hřbitově, ale její manžel Strauss se pohřbu nezúčastnil. Veškeré úkony ponechal na svém bratrovi Eduardu Straussovi. Johann Strauss se o sedm týdnů později, 28. května 1878, znovu oženil, s Ernestine Dittrichovou.

## Posmrtná pocta
Ve vídeňské čtvrti Auhof v městském okrese Hietzing po ní byla pojmenována ulice Treffzgasse.